# Dinastía Severa
La dinastía Severa es una casa de emperadores romanos que gobernó durante algo más de cuatro décadas desde finales del siglo II hasta comienzos del segundo tercio del siglo III. Fue el último linaje del Principado, y precedió a la crisis del siglo III.

## Emperadores y césares

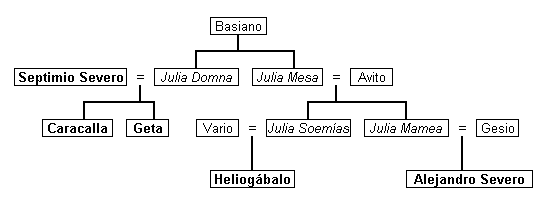
Árbol genealógico de los emperadores de la dinastía Severa. Puede verse la importancia del parentesco a través de mujeres (en cursiva), como ya ocurrió durante la dinastía de los Antoninos.

La dinastía abarca los reinados de quienes eran emperadores y/o césares:

### Septimio Severo (193-211)
Lucio Septimio Severo nació el 11 de abril de 146 en Leptis Magna a unos 100 km al sureste de Cartago en la costa norte de la provincia de África. Su familia pertenecía a la nobleza púnica.
En 172 fue nombrado senador probablemente por el emperador Marco Aurelio. En 190 consiguió el puesto de cónsul. Al año siguiente Cómodo le asignó el comando de las legiones en Panonia. Tras el asesinato de Pertinax en 193 estas legiones le proclamaron emperador. En seguida se puso en marcha hacia la península itálica para ocupar Roma sin encontrar resistencia, aunque no fue hasta 197 que pudo eliminar a los otros rivales por el trono, tras vencer en la Batalla de Lugdunum. Con su triunfo restableció la unidad territorial del imperio.
Aunque sus ansias de poder convirtieron a Roma en una dictadura militar, Septimio Severo era muy popular entre la población. Restableció la moral romana tras los años decadentes del gobierno de Cómodo y consiguió limitar la corrupción. Al volver de su victoria sobre los partos levantó un arco de triunfo que lleva su nombre.
En los últimos años Septimio Severo tenía que luchar contra los ataques de los bárbaros que ponían en peligro la integridad territorial del imperio. Sobre todo tenía problemas con levantamientos en Britania. Por esto mandó renovar el muro de Adriano antes de morir finalmente el 4 de febrero de 211 en Eboracum (actual York).

### Caracalla (198-217)

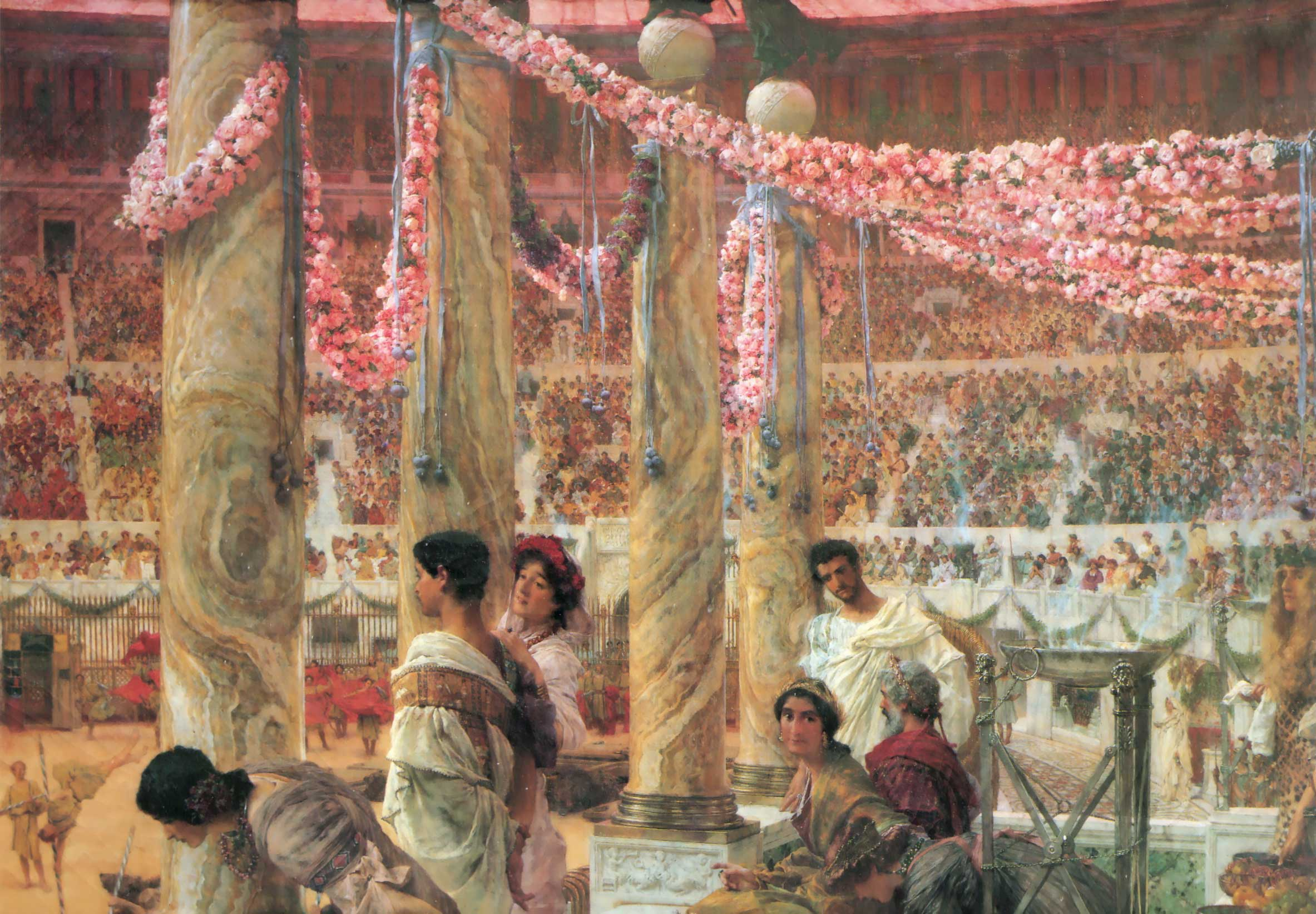
Caracalla y Geta, Lawrence Alma-Tadema (1907).

Marco Aurelio Antonino Basiano nació en Lugdunum (actual Lyon) en 186. El nombre de «Caracalla» hace referencia a una túnica de origen galo caracallus que solía llevar este emperador.
Era hijo de Septimio Severo y de Julia Domna. La descripción del joven Caracalla como respetuoso y amable contrasta con su descripción que recibe más tarde como emperador. Tras la subida de su padre al trono y con la edad de tan solo siete años es nombrado «César» y por lo tanto sucesor cambiando su nombre por el de Marco Aurelio Antonino. En 198 le asciende a augusto y por lo tanto formalmente a coemperador. En el año 209 se incorporó como tercer coemperador su hermano Geta.
Tras salir de Roma donde la población le odiaba tras las ejecuciones masivas, Caracalla emprendió un viaje a Germania. En esta época empezó a confraternizar con sus legionarios, abandonando todo lujo. Según algunas fuentes incluso se molió su propio trigo.
A posteriori empezó sus campañas en el este. En Grecia descubrió su devoción por Alejandro Magno y comenzó a imitarle. En mayo 215 levantó su campamento en Alejandría y visitó la tumba de su ídolo.
Luego preparó una campaña contra los Partos y aprovechando una guerra civil en el país vecino consiguió una victoria en este frente.
Sin embargo el odio hacia él había fomentado una conspiración en su propio ejército con el prefecto de los pretorianos, Macrino, como cabeza. Caracalla fue asesinado en su marcha hacia la ciudad mesopotámica de Carrhae por el coconspirador Julio Marcial.

### Geta (209-211)
Publio Septimio Geta, nació el 27 de mayo de 189, aunque según otras fuentes fue el 7 de marzo, como segundo hijo del emperador Septimio Severo y de su esposa Julia Domna. Era el hermano menor de Caracalla.
En 208 o 209 fue nombrado César por su padre y designado así a heredar el trono del imperio juntamente con su hermano. En febrero de 211, tras la muerte de Septimio Severo asumió la herencia y cogobernó desde Roma. Sin embargo, pronto se desencadenó la rivalidad con su hermano.
A finales de este mismo año Caracalla mató a Geta en el palacio imperial. Geta murió en los brazos de su madre Julia Domna. Muchos de sus seguidores también fueron asesinados. La causa para este desenlace era según algunas fuentes celos de la creciente popularidad de su hermano. Otras apuntan a que Geta planificaba por su parte apartar a su hermano del trono y este solamente se defendió adelantándose a los acontecimientos.

### Interrupción (217-218)
Marco Opelio Macrino nació en Cesarea en 164. Aunque era de origen humilde y no relacionado dinásticamente con los Severos, avanzó entre la familia imperial hasta que, con el emperador Caracalla, fue nombrado prefecto de la guardia pretoriana. A causa de la crueldad y lo traicionero del emperador, Macrino se involucró en una conspiración para matarle, y ordenó a sus subordinados que así hicieran. El 8 de abril de 217, Caracalla fue asesinado mientras viajaba a Carrhae. Tres días después, Macrino fue declarado Augusto.
La más significante de sus primeras decisiones fue la de acordar la paz con los persas, pero muchos piensan que los términos eran denigrantes para los romanos. Sin embargo, su perdición fue rechazar el pago de la recompensa y los privilegios prometidos a las tropas orientales por Caracalla. También mantuvo a estas fuerzas en Siria para que pasaran el invierno, donde fueron atraídas al favor del joven Heliogábalo. Tras meses de suave rebelión del grueso del ejército de Siria, Macrino reunió a sus tropas fieles y se encontró con las de Heliogábalo cerca de Antioquía. A pesar de los grandes esfuerzos de la guardia pretoriana, sus soldados fueron derrotados. Macrino se las ingenió para escaparse a Calcedonia, pero había perdido su autoridad: fue traicionado y ejecutado tras un corto reinado de solo catorce meses.
Marco Opelio Diadumeniano era el hijo de Macrino, nacido en 208. Recibió de su padre el título de César en 217, cuando este se convirtió en emperador. Tras la derrota a las afueras de Antioquía, intentó huir a Partia, pero fue capturado y murió antes de conseguirlo.

### Heliogábalo (218-222)

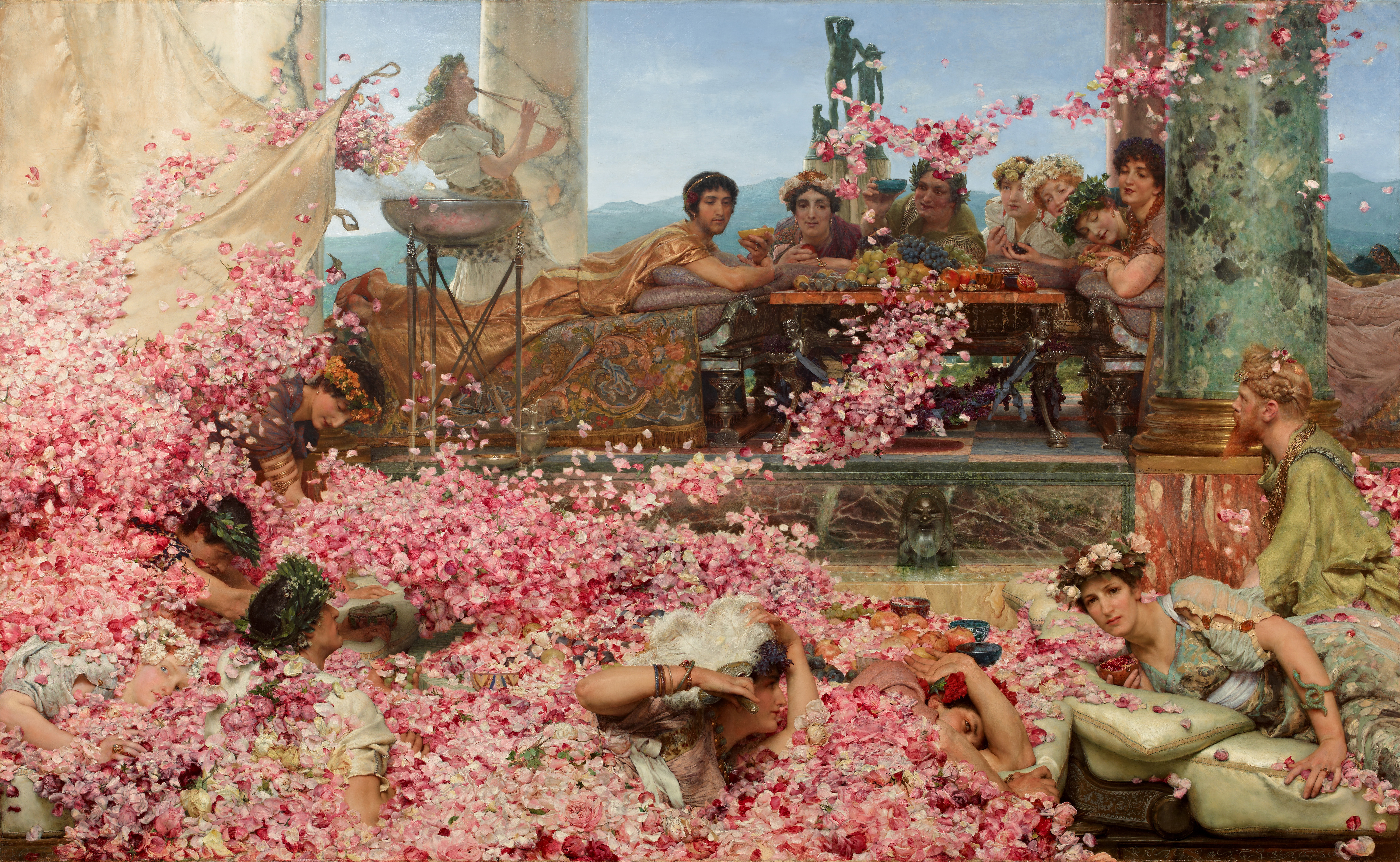
Las rosas de Heliogábalo, Lawrence Alma-Tadema (1888).

Nacido como Sexto Vario Avito Basiano el 16 de mayo del 205, y conocido más tarde como M. Aurelio Antonino, fue nombrado a temprana edad sacerdote del dios Sol, o Heliogábalo, representado por un falo; este es el nombre por el que lo conocen los historiadores, aunque a veces se escribe «Elagabal». Fue proclamado emperador por las tropas de Emesa, su ciudad natal, que fueron instigadas a ello por la abuela, Julia Mesa. Ella extendió el rumor de que Heliogábalo era hijo secreto de Caracalla. Esta revuelta se propagó por todo el ejército de Siria, que, por entonces, se hallaba engrosado con las tropas reclutadas por Caracalla, y no completamente leal a Macrino, y al final acabaron venciendo en la corta lucha por el Imperio que siguió a la derrota de Macrino en la batalla a las afueras de Antioquía. Elagabal fue aceptado entonces por el Senado, y comenzó la lenta travesía hasta Roma.
Su reinado en Roma fue famoso por sus excentricidades, aunque las fuentes históricas son pocas y en muchos casos no completamente ciertas. Se dijo de él que había cubierto invitados en un banquete con una inundación de pétalos de rosas; que se casó con su amante varón —que era conocido como el «marido de la Emperatriz»— y también con una virgen vestal. Algunos dicen que era transexual, y un antiguo texto sostiene que ofreció la mitad del Imperio al médico que pudiese proporcionarle genitales femeninos.
El devenir del Imperio en este tiempo fue dejado en manos de su abuela y su madre Julia Soemia. Viendo que la excéntrica conducta de su nieto podría significar su salida del poder, Julia Maesa persuadió a Heliogábalo de que aceptara como César, y, por tanto, emperador en potencia, a su primo Alejandro Severo. Sin embargo, Alejandro era popular en el ejército, que veía a su emperador con desagrado; cuando Elagabal, celoso de su popularidad, retiró a su primo el título, la enfurecida guardia pretoriana le juró lealtad. El emperador tuvo que suplicar por su vida, y esta humillación no le dio resultado mucho tiempo.
El 6 de marzo de 222, llegó el rumor a las tropas de la ciudad de que Alejandro había sido asesinado. Heliogábalo y su madre fueron sacados por la fuerza del palacio, asesinados y arrojados a las aguas del Tíber por la guardia pretoriana, que proclamó Augusto a Alejandro Severo.

### Alejandro Severo (222-235)

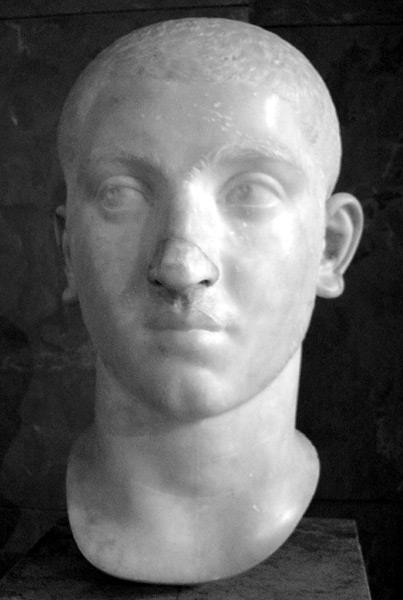
Alejandro Severo.

Marco Aurelio Severo Alejandro, conocido como Alejandro Severo, nació el 1 de octubre del 208 en la ciudad fenicia de Arca Cesarea, en la actual Siria. Era hijo de Gesio Marciano y de Julia Mamea y nieto de Julia Mesa. Su nombre era, inicialmente, el de Basiano Alexiano.
Apercibidas su abuela y su madre de que Heliogábalo perdía el apoyo popular y militar debido a sus excesos y extravagancias, prepararon, con gran esmero, al joven Alejandro para que fuera el sucesor al trono. Se le instruyó en todas las artes, derecho y ejército. Consiguieron que Heliogábalo lo adoptara el 16 de junio del 221 y le nombrase César, como su sucesor legítimo. A partir de este momento cambió su nombre por el de Severo Alejandro. Cuando llegó a emperador se le otorgaron los títulos de Augusto y Pater Patria.
Tras el asesinato de Heliogábalo en 222 y gracias a las acciones propagandísticas de su madre y de su abuela, tanto el senado como el pueblo desearon ver al joven Alejandro en el trono. En ese momento contaba 13 años. Fue proclamado Augusto el 13 de marzo de 222, tan solo 2 días después de la muerte de su predecesor. El gobierno quedó, en gran parte, en manos de su madre y, especialmente, en las de su abuela que se convirtió en la auténtica gobernante en la sombra.
Ambas se dedicaron, de inmediato, y ayudadas por determinados círculos del senado, a sanear las finanzas que habían quedado arruinadas por el antecesor y establecieron un sistema de pagas para el aparato de funcionarios del imperio. Además se empezó a reformar el sistema jurídico. A Alejandro, los recortes en el presupuesto militar, le costaron antipatías en el ejército.
Durante el mandato de Alejandro los sasánidas empezaron a establecer su nuevo imperio sustituyendo a los partos en la frontera este del imperio romano. Sus tendencias expansivas amenazaron también al imperio romano y a partir de 230 atacaron las provincias de Mesopotamia pasando el Éufrates. Alejandro reunió un ejército para empezar su campaña militar en 231. Las pérdidas eran enormes para ambas partes, por tanto, Ardacher I, rey de los sasánidas, decidió retirarse de las provincias recién conquistadas. Alejandro consideró este acontecimiento como una victoria y lo celebró con una marcha triunfal el 25 de septiembre de 233.
Un año más tarde, los germanos amenazaron las fronteras al norte del imperio. Alejandro se aproximó con sus tropas. Para ganar tiempo, envió regalos a los enemigos, hecho visto como ofensa por sus propios soldados que habían sufrido los recortes en los gastos militares. En un campamento, cerca de Maguncia, se produjo un motín entre los soldados y asesinaron a Alejandro Severo y a su madre y proclamaron a Maximino el Tracio como emperador. Cuando fue asesinado, Alejandro tenía 26 años.

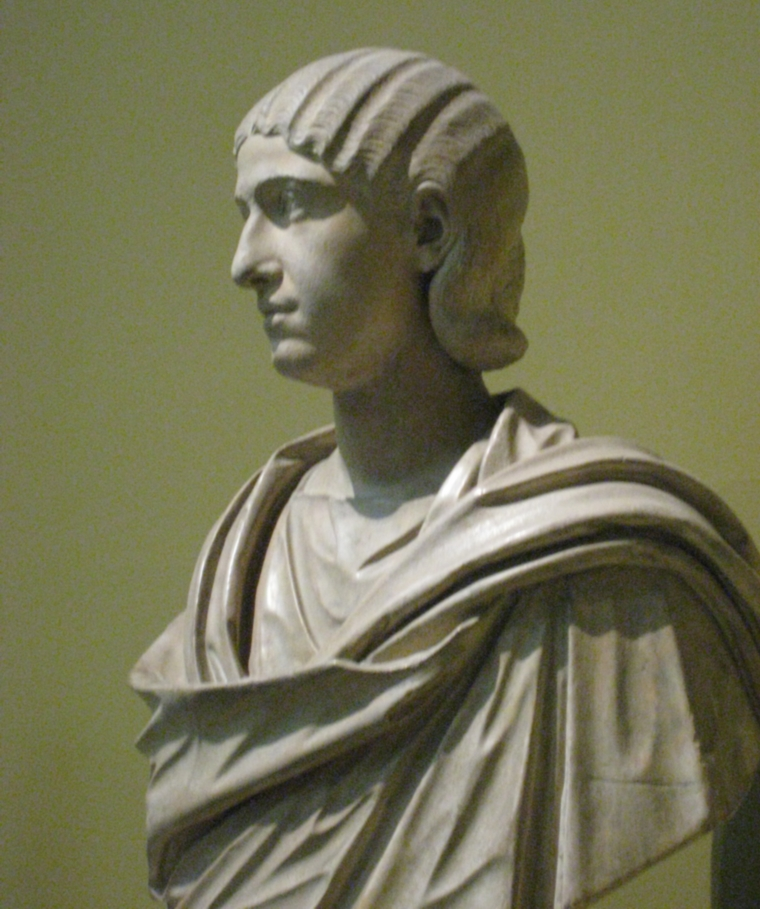
Julia Mamea, madre de Alejandro.

## Mujeres de la dinastía
Las mujeres Severas, comenzando por la esposa de Septimio Severo Julia Domna, fueron notablemente activas en cuanto a impulsar las carreras profesionales de sus parientes varones. De hecho, puede establecerse una dinastía paralela de emperatrices, todas pertenecientes a la misma familia, los Basianos, y que con frecuencia fueron asesinadas junto a los emperadores con los que correinaban, que eran sus hijos:
1. Julia Domna (193-217): esposa de Septimio Severo y madre de Caracalla y Geta; se suicidó al conocer el asesinato de Caracalla.
2. Julia Mesa (218-224): hermana de la anterior y abuela de Heliogábalo y de Alejandro Severo; tuvo gran influencia durante las regencias de sus dos hijas.
3. Julia Soemias (218-222): hija de la anterior y madre de Heliogábalo; asesinada junto a este.
4. Julia Mamea (222-235): hermana de la anterior y madre de Alejandro Severo; asesinada junto a este.

### Árbol genealógico
|                      |                      |                      |                      |                            |                            |                            |                            |                            |                            |                      |                      |                      |                      |  |  |                    |                    |                    |                    | Septimio Macer     |                    |  |  |                      |                      |                      |                      |                       |                       |                       |                       |                                              |                                              |                                              |                                              |                                              |                                              |                          |                          |                               |                               |                               |                               |                               |                               |                          |                          |                          |                          |                       |                       |                                                |                                                |                                                |                                                |                                                |                                                |                     |                     |                           |                           |                           |                           |                           |                           |             |             |                       |                       |                       |                       |                       |                       |                    |                    |                                            |                                            |                                            |                                            |                                            |                                            |                            |                            |                            |                            |  |  |  |  |  |  |
|                      |                      |                      |                      |                            |                            |                            |                            |                            |                            |                      |                      |                      |                      |  |  |                    |                    |                    |                    |                    |                    |  |  |                      |                      |                      |                      |                       |                       |                       |                       |                                              |                                              |                                              |                                              |                                              |                                              |                          |                          |                               |                               |                               |                               |                               |                               |                          |                          |                          |                          |                       |                       |                                                |                                                |                                                |                                                |                                                |                                                |                     |                     |                           |                           |                           |                           |                           |                           |             |             |                       |                       |                       |                       |                       |                       |                    |                    |                                            |                                            |                                            |                                            |                                            |                                            |                            |                            |                            |                            |  |  |  |  |  |  |
|                      |                      |                      |                      |                            |                            |                            |                            |                            |                            |                      |                      |                      |                      |  |  |                    |                    |                    |                    |                    |                    |  |  |                      |                      |                      |                      |                       |                       |                       |                       |                                              |                                              |                                              |                                              |                                              |                                              |                          |                          |                               |                               |                               |                               |                               |                               |                          |                          |                          |                          |                       |                       |                                                |                                                |                                                |                                                |                                                |                                                |                     |                     |                           |                           |                           |                           |                           |                           |             |             |                       |                       |                       |                       |                       |                       |                    |                    |                                            |                                            |                                            |                                            |                                            |                                            |                            |                            |                            |                            |  |  |  |  |  |  |
|                      |                      |                      |                      | Cayo Claudio Septimio Aper | Cayo Claudio Septimio Aper | Cayo Claudio Septimio Aper | Cayo Claudio Septimio Aper | Cayo Claudio Septimio Aper | Cayo Claudio Septimio Aper |                      |                      |                      |                      |  |  | Fulvio Pío         | Fulvio Pío         | Fulvio Pío         | Fulvio Pío         | Fulvio Pío         | Fulvio Pío         |  |  |                      |                      |                      |                      | Lucio Septimio Severo | Lucio Septimio Severo | Lucio Septimio Severo | Lucio Septimio Severo | Lucio Septimio Severo                        | Lucio Septimio Severo                        |                                              |                                              |                                              |                                              |                          |                          |                               |                               |                               |                               |                               |                               |                          |                          |                          |                          |                       |                       |                                                |                                                |                                                |                                                |                                                |                                                |                     |                     |                           |                           |                           |                           |                           |                           |             |             |                       |                       |                       |                       |                       |                       |                    |                    |                                            |                                            |                                            |                                            |                                            |                                            |                            |                            |                            |                            |  |  |  |  |  |  |
|                      |                      |                      |                      | Cayo Claudio Septimio Aper | Cayo Claudio Septimio Aper | Cayo Claudio Septimio Aper | Cayo Claudio Septimio Aper | Cayo Claudio Septimio Aper | Cayo Claudio Septimio Aper |                      |                      |                      |                      |  |  | Fulvio Pío         | Fulvio Pío         | Fulvio Pío         | Fulvio Pío         | Fulvio Pío         | Fulvio Pío         |  |  |                      |                      |                      |                      | Lucio Septimio Severo | Lucio Septimio Severo | Lucio Septimio Severo | Lucio Septimio Severo | Lucio Septimio Severo                        | Lucio Septimio Severo                        |                                              |                                              |                                              |                                              |                          |                          |                               |                               |                               |                               |                               |                               |                          |                          |                          |                          |                       |                       |                                                |                                                |                                                |                                                |                                                |                                                |                     |                     |                           |                           |                           |                           |                           |                           |             |             |                       |                       |                       |                       |                       |                       |                    |                    |                                            |                                            |                                            |                                            |                                            |                                            |                            |                            |                            |                            |  |  |  |  |  |  |
|                      |                      |                      |                      |                            |                            |                            |                            |                            |                            |                      |                      |                      |                      |  |  |                    |                    |                    |                    |                    |                    |  |  |                      |                      |                      |                      |                       |                       |                       |                       |                                              |                                              |                                              |                                              |                                              |                                              |                          |                          |                               |                               |                               |                               |                               |                               |                          |                          |                          |                          |                       |                       |                                                |                                                |                                                |                                                |                                                |                                                |                     |                     |                           |                           |                           |                           |                           |                           |             |             |                       |                       |                       |                       |                       |                       |                    |                    |                                            |                                            |                                            |                                            |                                            |                                            |                            |                            |                            |                            |  |  |  |  |  |  |
| Publio Septimio Aper | Publio Septimio Aper | Publio Septimio Aper | Publio Septimio Aper | Publio Septimio Aper       | Publio Septimio Aper       |                            |                            | Cayo Septimio Aper         | Cayo Septimio Aper         | Cayo Septimio Aper   | Cayo Septimio Aper   | Cayo Septimio Aper   | Cayo Septimio Aper   |  |  | Fulvia Pía         | Fulvia Pía         | Fulvia Pía         | Fulvia Pía         | Fulvia Pía         | Fulvia Pía         |  |  | Publio Septimio Geta | Publio Septimio Geta | Publio Septimio Geta | Publio Septimio Geta | Publio Septimio Geta  | Publio Septimio Geta  |                       |                       | Septimia Polla                               | Septimia Polla                               | Septimia Polla                               | Septimia Polla                               | Septimia Polla                               | Septimia Polla                               |                          |                          |                               |                               |                               |                               |                               |                               | Julio Basiano            | Julio Basiano            | Julio Basiano            | Julio Basiano            | Julio Basiano         | Julio Basiano         |                                                |                                                |                                                |                                                |                                                |                                                |                     |                     |                           |                           |                           |                           |                           |                           |             |             |                       |                       |                       |                       |                       |                       |                    |                    |                                            |                                            |                                            |                                            |                                            |                                            |                            |                            |                            |                            |  |  |  |  |  |  |
| Publio Septimio Aper | Publio Septimio Aper | Publio Septimio Aper | Publio Septimio Aper | Publio Septimio Aper       | Publio Septimio Aper       |                            |                            | Cayo Septimio Aper         | Cayo Septimio Aper         | Cayo Septimio Aper   | Cayo Septimio Aper   | Cayo Septimio Aper   | Cayo Septimio Aper   |  |  | Fulvia Pía         | Fulvia Pía         | Fulvia Pía         | Fulvia Pía         | Fulvia Pía         | Fulvia Pía         |  |  | Publio Septimio Geta | Publio Septimio Geta | Publio Septimio Geta | Publio Septimio Geta | Publio Septimio Geta  | Publio Septimio Geta  |                       |                       | Septimia Polla                               | Septimia Polla                               | Septimia Polla                               | Septimia Polla                               | Septimia Polla                               | Septimia Polla                               |                          |                          |                               |                               |                               |                               |                               |                               | Julio Basiano            | Julio Basiano            | Julio Basiano            | Julio Basiano            | Julio Basiano         | Julio Basiano         |                                                |                                                |                                                |                                                |                                                |                                                |                     |                     |                           |                           |                           |                           |                           |                           |             |             |                       |                       |                       |                       |                       |                       |                    |                    |                                            |                                            |                                            |                                            |                                            |                                            |                            |                            |                            |                            |  |  |  |  |  |  |
|                      |                      |                      |                      |                            |                            |                            |                            |                            |                            |                      |                      |                      |                      |  |  |                    |                    |                    |                    |                    |                    |  |  |                      |                      |                      |                      |                       |                       |                       |                       |                                              |                                              |                                              |                                              |                                              |                                              |                          |                          |                               |                               |                               |                               |                               |                               |                          |                          |                          |                          |                       |                       |                                                |                                                |                                                |                                                |                                                |                                                |                     |                     |                           |                           |                           |                           |                           |                           |             |             |                       |                       |                       |                       |                       |                       |                    |                    |                                            |                                            |                                            |                                            |                                            |                                            |                            |                            |                            |                            |  |  |  |  |  |  |
|                      |                      |                      |                      |                            |                            |                            |                            |                            |                            |                      |                      |                      |                      |  |  |                    |                    |                    |                    |                    |                    |  |  |                      |                      |                      |                      |                       |                       |                       |                       |                                              |                                              |                                              |                                              |                                              |                                              |                          |                          |                               |                               |                               |                               |                               |                               |                          |                          |                          |                          |                       |                       |                                                |                                                |                                                |                                                |                                                |                                                |                     |                     |                           |                           |                           |                           |                           |                           |             |             |                       |                       |                       |                       |                       |                       |                    |                    |                                            |                                            |                                            |                                            |                                            |                                            |                            |                            |                            |                            |  |  |  |  |  |  |
| Septimio             | Septimio             | Septimio             | Septimio             | Septimio                   | Septimio                   |                            |                            | Publio Septimio Geta       | Publio Septimio Geta       | Publio Septimio Geta | Publio Septimio Geta | Publio Septimio Geta | Publio Septimio Geta |  |  | Septimia Octavilla | Septimia Octavilla | Septimia Octavilla | Septimia Octavilla | Septimia Octavilla | Septimia Octavilla |  |  | Paccia Marciana      | Paccia Marciana      | Paccia Marciana      | Paccia Marciana      | Paccia Marciana       | Paccia Marciana       |                       |                       | L. Septimio Severo (r. 193-211)              | L. Septimio Severo (r. 193-211)              | L. Septimio Severo (r. 193-211)              | L. Septimio Severo (r. 193-211)              | L. Septimio Severo (r. 193-211)              | L. Septimio Severo (r. 193-211)              |                          |                          | Julia Domna                   | Julia Domna                   | Julia Domna                   | Julia Domna                   | Julia Domna                   | Julia Domna                   |                          |                          |                          |                          |                       |                       | Julia Mesa                                     | Julia Mesa                                     | Julia Mesa                                     | Julia Mesa                                     | Julia Mesa                                     | Julia Mesa                                     |                     |                     | Cayo Julio Avito Alexiano | Cayo Julio Avito Alexiano | Cayo Julio Avito Alexiano | Cayo Julio Avito Alexiano | Cayo Julio Avito Alexiano | Cayo Julio Avito Alexiano |             |             |                       |                       |                       |                       |                       |                       |                    |                    |                                            |                                            |                                            |                                            |                                            |                                            |                            |                            |                            |                            |  |  |  |  |  |  |
| Septimio             | Septimio             | Septimio             | Septimio             | Septimio                   | Septimio                   |                            |                            | Publio Septimio Geta       | Publio Septimio Geta       | Publio Septimio Geta | Publio Septimio Geta | Publio Septimio Geta | Publio Septimio Geta |  |  | Septimia Octavilla | Septimia Octavilla | Septimia Octavilla | Septimia Octavilla | Septimia Octavilla | Septimia Octavilla |  |  | Paccia Marciana      | Paccia Marciana      | Paccia Marciana      | Paccia Marciana      | Paccia Marciana       | Paccia Marciana       |                       |                       | L. Septimio Severo (r. 193-211)              | L. Septimio Severo (r. 193-211)              | L. Septimio Severo (r. 193-211)              | L. Septimio Severo (r. 193-211)              | L. Septimio Severo (r. 193-211)              | L. Septimio Severo (r. 193-211)              |                          |                          | Julia Domna                   | Julia Domna                   | Julia Domna                   | Julia Domna                   | Julia Domna                   | Julia Domna                   |                          |                          |                          |                          |                       |                       | Julia Mesa                                     | Julia Mesa                                     | Julia Mesa                                     | Julia Mesa                                     | Julia Mesa                                     | Julia Mesa                                     |                     |                     | Cayo Julio Avito Alexiano | Cayo Julio Avito Alexiano | Cayo Julio Avito Alexiano | Cayo Julio Avito Alexiano | Cayo Julio Avito Alexiano | Cayo Julio Avito Alexiano |             |             |                       |                       |                       |                       |                       |                       |                    |                    |                                            |                                            |                                            |                                            |                                            |                                            |                            |                            |                            |                            |  |  |  |  |  |  |
|                      |                      |                      |                      |                            |                            |                            |                            |                            |                            |                      |                      |                      |                      |  |  |                    |                    |                    |                    |                    |                    |  |  |                      |                      |                      |                      |                       |                       |                       |                       |                                              |                                              |                                              |                                              |                                              |                                              |                          |                          |                               |                               |                               |                               |                               |                               |                          |                          |                          |                          |                       |                       |                                                |                                                |                                                |                                                |                                                |                                                |                     |                     |                           |                           |                           |                           |                           |                           |             |             |                       |                       |                       |                       |                       |                       |                    |                    |                                            |                                            |                                            |                                            |                                            |                                            |                            |                            |                            |                            |  |  |  |  |  |  |
|                      |                      |                      |                      |                            |                            |                            |                            |                            |                            |                      |                      |                      |                      |  |  |                    |                    |                    |                    |                    |                    |  |  |                      |                      |                      |                      |                       |                       |                       |                       |                                              |                                              |                                              |                                              |                                              |                                              |                          |                          |                               |                               |                               |                               |                               |                               |                          |                          |                          |                          |                       |                       |                                                |                                                |                                                |                                                |                                                |                                                |                     |                     |                           |                           |                           |                           |                           |                           |             |             |                       |                       |                       |                       |                       |                       |                    |                    |                                            |                                            |                                            |                                            |                                            |                                            |                            |                            |                            |                            |  |  |  |  |  |  |
| Lucio Septimio Apro  | Lucio Septimio Apro  | Lucio Septimio Apro  | Lucio Septimio Apro  | Lucio Septimio Apro        | Lucio Septimio Apro        |                            |                            |                            |                            |                      |                      |                      |                      |  |  |                    |                    |                    |                    |                    |                    |  |  | Fulvia Plautilla     | Fulvia Plautilla     | Fulvia Plautilla     | Fulvia Plautilla     | Fulvia Plautilla      | Fulvia Plautilla      |                       |                       | M. Aurelio Antonino "Caracalla" (r. 198-217) | M. Aurelio Antonino "Caracalla" (r. 198-217) | M. Aurelio Antonino "Caracalla" (r. 198-217) | M. Aurelio Antonino "Caracalla" (r. 198-217) | M. Aurelio Antonino "Caracalla" (r. 198-217) | M. Aurelio Antonino "Caracalla" (r. 198-217) |                          |                          | P. Septimio Geta (r. 209-211) | P. Septimio Geta (r. 209-211) | P. Septimio Geta (r. 209-211) | P. Septimio Geta (r. 209-211) | P. Septimio Geta (r. 209-211) | P. Septimio Geta (r. 209-211) |                          |                          | Julia Soemias Basiana    | Julia Soemias Basiana    | Julia Soemias Basiana | Julia Soemias Basiana | Julia Soemias Basiana                          | Julia Soemias Basiana                          |                                                |                                                | Sexto Vario Marcelo                            | Sexto Vario Marcelo                            | Sexto Vario Marcelo | Sexto Vario Marcelo | Sexto Vario Marcelo       | Sexto Vario Marcelo       |                           |                           | Desconocido               | Desconocido               | Desconocido | Desconocido | Desconocido           | Desconocido           |                       |                       | Julia Avita Mamaea    | Julia Avita Mamaea    | Julia Avita Mamaea | Julia Avita Mamaea | Julia Avita Mamaea                         | Julia Avita Mamaea                         |                                            |                                            | Marco Julio Gesio Marciano                 | Marco Julio Gesio Marciano                 | Marco Julio Gesio Marciano | Marco Julio Gesio Marciano | Marco Julio Gesio Marciano | Marco Julio Gesio Marciano |  |  |  |  |  |  |
| Lucio Septimio Apro  | Lucio Septimio Apro  | Lucio Septimio Apro  | Lucio Septimio Apro  | Lucio Septimio Apro        | Lucio Septimio Apro        |                            |                            |                            |                            |                      |                      |                      |                      |  |  |                    |                    |                    |                    |                    |                    |  |  | Fulvia Plautilla     | Fulvia Plautilla     | Fulvia Plautilla     | Fulvia Plautilla     | Fulvia Plautilla      | Fulvia Plautilla      |                       |                       | M. Aurelio Antonino "Caracalla" (r. 198-217) | M. Aurelio Antonino "Caracalla" (r. 198-217) | M. Aurelio Antonino "Caracalla" (r. 198-217) | M. Aurelio Antonino "Caracalla" (r. 198-217) | M. Aurelio Antonino "Caracalla" (r. 198-217) | M. Aurelio Antonino "Caracalla" (r. 198-217) |                          |                          | P. Septimio Geta (r. 209-211) | P. Septimio Geta (r. 209-211) | P. Septimio Geta (r. 209-211) | P. Septimio Geta (r. 209-211) | P. Septimio Geta (r. 209-211) | P. Septimio Geta (r. 209-211) |                          |                          | Julia Soemias Basiana    | Julia Soemias Basiana    | Julia Soemias Basiana | Julia Soemias Basiana | Julia Soemias Basiana                          | Julia Soemias Basiana                          |                                                |                                                | Sexto Vario Marcelo                            | Sexto Vario Marcelo                            | Sexto Vario Marcelo | Sexto Vario Marcelo | Sexto Vario Marcelo       | Sexto Vario Marcelo       |                           |                           | Desconocido               | Desconocido               | Desconocido | Desconocido | Desconocido           | Desconocido           |                       |                       | Julia Avita Mamaea    | Julia Avita Mamaea    | Julia Avita Mamaea | Julia Avita Mamaea | Julia Avita Mamaea                         | Julia Avita Mamaea                         |                                            |                                            | Marco Julio Gesio Marciano                 | Marco Julio Gesio Marciano                 | Marco Julio Gesio Marciano | Marco Julio Gesio Marciano | Marco Julio Gesio Marciano | Marco Julio Gesio Marciano |  |  |  |  |  |  |
|                      |                      |                      |                      |                            |                            |                            |                            |                            |                            |                      |                      |                      |                      |  |  |                    |                    |                    |                    |                    |                    |  |  |                      |                      |                      |                      |                       |                       |                       |                       |                                              |                                              |                                              |                                              |                                              |                                              |                          |                          |                               |                               |                               |                               |                               |                               |                          |                          |                          |                          |                       |                       |                                                |                                                |                                                |                                                |                                                |                                                |                     |                     |                           |                           |                           |                           |                           |                           |             |             |                       |                       |                       |                       |                       |                       |                    |                    |                                            |                                            |                                            |                                            |                                            |                                            |                            |                            |                            |                            |  |  |  |  |  |  |
|                      |                      |                      |                      |                            |                            |                            |                            |                            |                            |                      |                      |                      |                      |  |  |                    |                    |                    |                    |                    |                    |  |  |                      |                      |                      |                      |                       |                       |                       |                       |                                              |                                              |                                              |                                              | Julia Cornelia Paula (1)                     | Julia Cornelia Paula (1)                     | Julia Cornelia Paula (1) | Julia Cornelia Paula (1) | Julia Cornelia Paula (1)      | Julia Cornelia Paula (1)      |                               |                               | Julia Aquilia Severa (2)      | Julia Aquilia Severa (2)      | Julia Aquilia Severa (2) | Julia Aquilia Severa (2) | Julia Aquilia Severa (2) | Julia Aquilia Severa (2) |                       |                       | M. Aurelio Antonino "Heliogábalo" (r. 218-222) | M. Aurelio Antonino "Heliogábalo" (r. 218-222) | M. Aurelio Antonino "Heliogábalo" (r. 218-222) | M. Aurelio Antonino "Heliogábalo" (r. 218-222) | M. Aurelio Antonino "Heliogábalo" (r. 218-222) | M. Aurelio Antonino "Heliogábalo" (r. 218-222) |                     |                     | Ania Aurelia Faustina (3) | Ania Aurelia Faustina (3) | Ania Aurelia Faustina (3) | Ania Aurelia Faustina (3) | Ania Aurelia Faustina (3) | Ania Aurelia Faustina (3) |             |             | Seya Salustia Orbiana | Seya Salustia Orbiana | Seya Salustia Orbiana | Seya Salustia Orbiana | Seya Salustia Orbiana | Seya Salustia Orbiana |                    |                    | 'M. Aurelio Severo Alejandro' (r. 222-235) | 'M. Aurelio Severo Alejandro' (r. 222-235) | 'M. Aurelio Severo Alejandro' (r. 222-235) | 'M. Aurelio Severo Alejandro' (r. 222-235) | 'M. Aurelio Severo Alejandro' (r. 222-235) | 'M. Aurelio Severo Alejandro' (r. 222-235) |                            |                            |                            |                            |  |  |  |  |  |  |
|                      |                      |                      |                      |                            |                            |                            |                            |                            |                            |                      |                      |                      |                      |  |  |                    |                    |                    |                    |                    |                    |  |  |                      |                      |                      |                      |                       |                       |                       |                       |                                              |                                              |                                              |                                              | Julia Cornelia Paula (1)                     | Julia Cornelia Paula (1)                     | Julia Cornelia Paula (1) | Julia Cornelia Paula (1) | Julia Cornelia Paula (1)      | Julia Cornelia Paula (1)      |                               |                               | Julia Aquilia Severa (2)      | Julia Aquilia Severa (2)      | Julia Aquilia Severa (2) | Julia Aquilia Severa (2) | Julia Aquilia Severa (2) | Julia Aquilia Severa (2) |                       |                       | M. Aurelio Antonino "Heliogábalo" (r. 218-222) | M. Aurelio Antonino "Heliogábalo" (r. 218-222) | M. Aurelio Antonino "Heliogábalo" (r. 218-222) | M. Aurelio Antonino "Heliogábalo" (r. 218-222) | M. Aurelio Antonino "Heliogábalo" (r. 218-222) | M. Aurelio Antonino "Heliogábalo" (r. 218-222) |                     |                     | Ania Aurelia Faustina (3) | Ania Aurelia Faustina (3) | Ania Aurelia Faustina (3) | Ania Aurelia Faustina (3) | Ania Aurelia Faustina (3) | Ania Aurelia Faustina (3) |             |             | Seya Salustia Orbiana | Seya Salustia Orbiana | Seya Salustia Orbiana | Seya Salustia Orbiana | Seya Salustia Orbiana | Seya Salustia Orbiana |                    |                    | 'M. Aurelio Severo Alejandro' (r. 222-235) | 'M. Aurelio Severo Alejandro' (r. 222-235) | 'M. Aurelio Severo Alejandro' (r. 222-235) | 'M. Aurelio Severo Alejandro' (r. 222-235) | 'M. Aurelio Severo Alejandro' (r. 222-235) | 'M. Aurelio Severo Alejandro' (r. 222-235) |                            |                            |                            |                            |  |  |  |  |  |  |
|                      |                      |                      |                      |                            |                            |                            |                            |                            |                            |                      |                      |                      |                      |  |  |                    |                    |                    |                    |                    |                    |  |  |                      |                      |                      |                      |                       |                       |                       |                       |                                              |                                              |                                              |                                              |                                              |                                              |                          |                          |                               |                               |                               |                               |                               |                               |                          |                          |                          |                          |                       |                       |                                                |                                                |                                                |                                                |                                                |                                                |                     |                     |                           |                           |                           |                           |                           |                           |             |             |                       |                       |                       |                       |                       |                       |                    |                    |                                            |                                            |                                            |                                            |                                            |                                            |                            |                            |                            |                            |  |  |  |  |  |  |
|                      |                      |                      |                      |                            |                            |                            |                            |                            |                            |                      |                      |                      |                      |  |  |                    |                    |                    |                    |                    |                    |  |  |                      |                      |                      |                      |                       |                       |                       |                       |                                              |                                              |                                              |                                              |                                              |                                              |                          |                          |                               |                               |                               |                               |                               |                               |                          |                          |                          |                          |                       |                       |                                                |                                                |                                                |                                                |                                                |                                                |                     |                     |                           |                           |                           |                           |                           |                           |             |             |                       |                       |                       |                       |                       |                       |                    |                    |                                            |                                            |                                            |                                            |                                            |                                            |                            |                            |                            |                            |  |  |  |  |  |  |

## Línea de tiempo
1. Septimio Severo (193-211).
2. Geta (211).
3. Caracalla (211-217).
4. Heliogábalo (218-222).
5. Alejandro Severo (222-235).